# Lowlands 2003
Lowlands 2003 werd in 2003 gehouden van vrijdag 29 tot en met zondag 31 augustus in Biddinghuizen. Het was de 11e editie van Lowlands. Er waren ongeveer 48.000 bezoekers.

## Optredens
| - 2 Many DJs - ADHD - Admiral Freebee - Adult - AFI - Alamo Race Track - The Apers - Apparat Organ Quartet - Apparatschik - The Ataris - Audio Bullys - Autumn - Band Zonder Banaan - Beck - Benny Sings - Bettie Serveert - Björn Again - Blackalicious - The Blood Brothers - Bong-Ra - Boysetsfire - Caesar - Calexico - Dave Clarke - The Cleaning Women - Code Red - Coolpolitics - The Coral - Corvus Corax - DAC - Das Pop - The Datsuns - De Gemene Mixmeesters - DJ Ammo - DJ Drifter - DJ Frank E - DJ Mad Ed - DJ Noble & DJ Denny D - DJ Perry & DJ Michel - DJ Radar - DJ Rekzr & DJ Krypton - DJ Robin S & DJ Patrick - DJ Sage & DJ Westrum - DJ St. Paul | - DJ Tarantula - Dusminguet - Eels - Electric Six - Enge Buren - F33L3R - The Fat Truckers - Feeder - Fischerspooner - Foo Fighters - The Freckles - Global Foolishness - Goldfrapp - Grandaddy - Guano Apes - GusGus - Herb Spectacles - 't Hof van Commerce - Hot Hot Heat - Interpol - J Perkin - Kaizers Orchestra - Kamagurka - The Kills - Kings of Leon - Kopna Kopna - Kyra Showgirls - L-Dopa - Lady Aïda - Ladytron - Lagwagon - Lamb - Less Than Jake - The Levellers - Lexicon - Live - Mando Diao - The Mars Volta - Matthew Herbert Big Band - Max Normal - Mc Mos - MC PMode - Mint Royale - Miss Kittin | - Moloko - Nightwish - Ojos de Brujo - Okidok - Olabola - Photek - PJ Harvey - Plump DJs - The Polyphonic Spree - Postmen - Radar & Double J - Rancid - The Rapture - The Raveonettes - Raymzter - Rednose District - Reel Big Fish - Satellite7 - Saybia - Schneider TM - Sena & The Next Generation - Slovo - Soulwax - The Spades - Sparta - Spearhead - Spooks - Staind - Starsailor - Stereophonics - The Streets - Suede - Sugarcult - Sum 41 - T. Raumschmiere - Meindert Talma - Turin Brakes - Vandals - Vive la Fête - Voicst - VSOP - Youngblood Brass Band - ¿Que Pasa? |

1967 · 1968 · 1993 · 1994 · 1995 · 1996 · 1997 · 1998 · 1999 · 2000 · 2001 · 2002 · 2003 · 2004 · 2005 · 2006 · 2007 · 2008 · 2009 · 2010 · 2011 · 2012 · 2013 · 2014 · 2015 · 2016 · 2017 · 2018 · 2019 · 2020 · 2021 · 2022 · 2023 · 2024